# N702iD

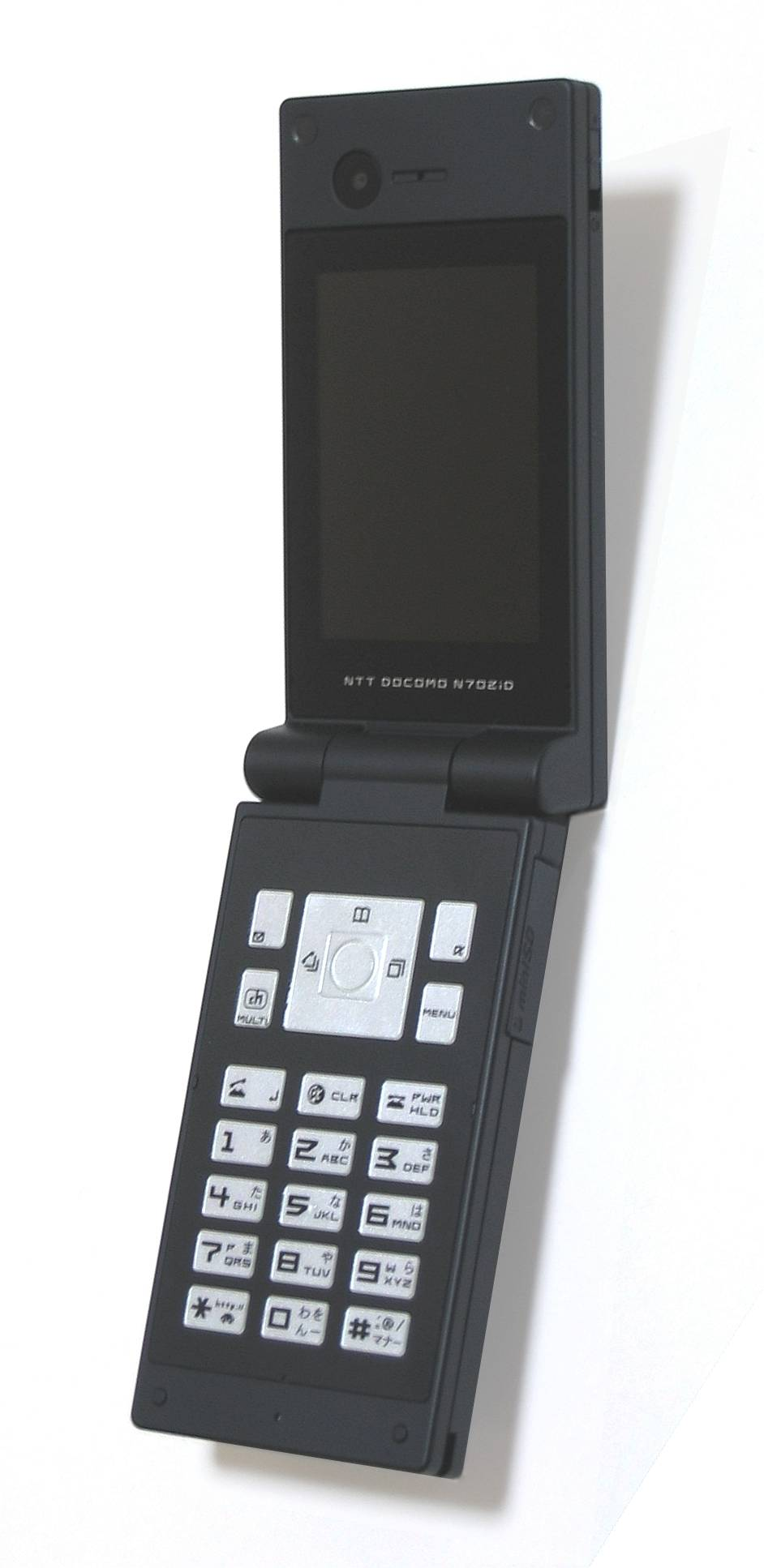
FOMA N702iD（黑色）

FOMA N702iD是一部由NEC開發、NTT DoCoMo的第三代流動電話（FOMA）通訊終端產品。

## 概要
N702iD是流動電話服務供應商NTT DoCoMo聯同通訊終端產品生產商NEC及設計師佐藤可士和合作研發而成的產品。
N702iD沿襲了FOMA N701i的功能。
佐藤可士和以銳利的直線構成整部N702iD。機身顏色有紅、白、銀、黑四種，其中對前兩種進行表面光澤處理、對後兩種的表面則進行幼細粗糙度的無光表面處理。
此手機採用了2.3吋的Mobile Shine View液晶體（QVGA+）顯示屏為主顯示屏。在近聽筒那一邊配備了用來進行視像通訊的11萬像素CMOS相機。在背面則有一個幼長的副顯示屏，採用了被名為Illumination Window的有機電子冷光，並將在其中出現的文字顯示成綠色。支援i-channel（iチャネル），橫向流動顯示的訊息就如電子告示板一般。
在副顯示屏那一面的相機採用了有125萬像素的νMaicovicon圖像感應器，能讀取如QR碼等的條碼。另外，也配備了在拍照時照明用的高亮度白色LED燈。此LED燈也兼作如有訊息到來時顏色鮮明的閃爍照明功能。在顯示屏頂端有一個紅外線通訊連接埠。
在電話的側面設有miniSD記憶卡插卡槽，支援最大容量為512MB的miniSD卡。可用記憶卡儲存拍攝得來的圖像和動態影像。
此外，N702iD有播放音樂文件的功能，文件可透過安裝了由NEC免費分發的軟件的個人電腦傳送到記憶卡中，然後讓手機播放卡中的文件，使之成為一部手提音樂播放器。在電話側面的兩個按鈕，令使用者即使電話在閉合的狀態下，仍然能作出跳到曲目的開端和調整音量這兩種操作。支援能透過包括iTunes在內的媒體播放軟件製成的AAC格式的音樂文件。
按鈕的形狀與機身統一，成四邊形。內藏無機EL光源。
佐藤可士和除了負責N702iD機身的設計外，還設計了充電座及宣傳小冊子。此外，在N702iD的按鈕上和顯示屏中出現的文字，也使用了一款比較獨特的字體。

## 規格
- 硬件規格
  - 形式：摺疊式
  - 外部記憶體：miniSD（支援的最大容量：512MB）
  - 顏色：紅、白、銀、黑
  - 大小：闊48×高98×厚18.7毫米
  - 重量：112g
  - 持續通話時間：140分鐘
  - 持續視像電話通話時間：90分鐘
  - 持續待命時間
    - 靜止時：560小時
    - 移動時：400小時

  - 主液晶體顯示屏：2.2吋、QVGA+240×345像素、65,536色的TFT液晶體顯示屏
  - 副液晶體顯示屏：2.1吋、300×30像素、1色的有機EL顯示屏
  - 相機
    - 外側：有效125萬像素、記錄123萬像素的νMaicovicon
    - 內側：有效11萬像素、記錄10萬像素的CMOS

## 歷史
- 2005年11月30日：通過電氣通信端末機器審查協會（JATE）的審查（認定號碼：A05-0492001）。
- 2005年12月5日：通過技術基準適合証明（TELEC）的審查（証明記號：001XYAA1189）。
- 2006年1月17日：F702iD、N702iD、SH702iD、D702i、P702i 開發的發佈。
- 2006年2月24日：N702iD開始發售。

## 關連項目
- N701i
- N702iS
- 佐藤可士和

## 外部連結
- N702iD Special Site
- NTT DoCoMo N702iD 產品資料
- NEC N702iD 產品資料